# Stefan Leber
Stefan Leber (* 28. März 1937 in Stuttgart; † 18. Februar 2015) war ein anthroposophischer Autor.

## Leben
Studium der Politologie, Soziologie und Philosophie, danach mehrjährige Tätigkeit an der Waldorfschule Pforzheim und schließlich Dozent am Seminar für Waldorfpädagogik in Stuttgart.
Neben pädagogischen und schulpolitischen Aufgaben war er auch anthroposophischer Herausgeber und Funktionär.

## Ausgewählte Werke
- Waldorfschule heute: Einführung in die Lebensformen einer Pädagogik, Vlg. Freies Geistesleben, Stuttgart 2011
- Ein Leben für die Waldorfschule: Autobiografische Skizze, Vlg. Freies Geistesleben, Stuttgart 2013
- Kommentar zu Rudolf Steiners Vorträgen über Allgemeine Menschenkunde als Grundlage der Pädagogik (mehrere Bände), Vlg. Freies Geistesleben, Stuttgart 2002ff
- Der Schlaf und seine Bedeutung: Geisteswissenschaftliche Dimensionen des Un- und Überbewussten, Vlg. Freies Geistesleben, Stuttgart 1996
- Die Sozialgestalt der Waldorfschule, Vlg. Freies Geistesleben, Stuttgart 1991
- Die Menschenkunde der Waldorfpädagogik: Anthropologische Grundlagen der Erziehung des Kindes und Jugendlichen, Vlg. Freies Geistesleben, Stuttgart 1993
- Anthroposophie und Waldorfpädagogik in den Kulturen der Welt, Vlg. Freies Geistesleben, Stuttgart 1997
- ...es mussten neue Götter hinzugesetzt werden, Vlg. Freies Geistesleben, Stuttgart 1987
- Selbstverwirklichung, Mündigkeit, Sozialität. Eine Einführung in die Idee der Dreigliederung des Sozialen Organismus, Fischer TB Vlg., Frankfurt a. M. 1982